# Hoje
Hoje, es un proyecto pop português liderado por el músico Nuno Gonçalves (The Gift), creado para el lanzamiento del álbum Amália Hoje (álbum con fados de Amália Rodrigues mezclados con la sonoridad pop)

Nuno Gonçalves es quien firma la selección del repertorio, los arreglos y la dirección musical del grupo en el que están Sónia Tavares, vocalista de The Gift,  Fernando Ribeiro, de Moonspell y Paulo Praça (ex-Turbo Junkie y Plaza).
En mayo de 2010 se lanzó un DVD grabado en directo.

## Integrantes
- Nuno Gonçalves
- Sónia Tavares
- Fernando Ribeiro
- Paulo Praça

## Lanzamientos
- (abril,2009) CD - Amália Hoje
- (Mayo,2010) DVD - Amália Hoje Ao Vivo